# Haut Conseil à la vie associative
Le Haut Conseil à la vie associative (HCVA), anciennement Conseil national de la vie associative (CNVA), est une instance consultative, créée en 2011 et placée auprès du Premier ministre, chargée de formuler des propositions relatives au financement, au fonctionnement et à l’organisation de la vie associative.
Le HCVA « formule des recommandations en vue d’améliorer la connaissance des réalités du secteur associatif », « recueille et met à disposition les données territoriales, qualitatives et quantitatives, existant sur le secteur associatif » et « établit tous les deux ans un bilan de la vie associative »,.
Il est obligatoirement saisi par le gouvernement de tous les projets de loi et de décret qui concernent l’ensemble des associations.

## Histoire et missions

### Conseil national de la vie associative (1983-2011)
Dès 1979, la « délégation à la qualité de la vie » du ministère chargé de l’environnement et du cadre de vie mène une « mission de promotion de la vie associative ».
En 1981, le ministre du Temps libre André Henry défend un projet de loi pour la promotion de la vie associative dans le cadre de la « politique du loisir social et de la vie associative ». Outre la création du statut d’associations reconnues d’utilité sociale et d’un fonds de développement pour la vie associative (FDVA), la création d’un « comité national » pour la vie associative est notamment envisagée dans le projet de loi.
Bien que le projet de loi n’ait pas abouti en raison d’un désaccord avec le monde associatif, le Conseil national de la vie associative (CNVA) est créé par décret le 25 février 1983 dont les dispositions ont été successivement modifiées en 1985, 1996 et 2003,. Il était alors composé de 70 membres, représentants d'associations, désignés par le Premier ministre.

### Haut Conseil à la vie associative (depuis 2011)
Le 17 décembre 2009, à l’occasion de la deuxième conférence nationale de la vie associative, le Premier ministre François Fillon annonce, par l’intermédiaire du haut-commissaire aux solidarités actives et haut-commissaire à la jeunesse Martin Hirsch, la transformation du Conseil national de la vie associative en « Haut Conseil à la vie associative », « centré sur l’expertise ». Son objectif est d’« enrichir le dialogue entre les pouvoirs publics et les associations en renforçant les instances de représentation ».
Le Conseil national de la vie associative est remplacé par le Haut Conseil à la vie associative par décret le 28 juin 2011.
Le Haut Conseil à la vie associative est ensuite consacré au niveau législatif par l’article 63 de la loi relative à l'économie sociale et solidaire du 31 juillet 2014. Un décret 2015 modifie alors les dispositions de 2011 pour tirer les conséquences de cette loi et prévoir des dispositions nouvelles en matière de fonctionnement (missions du bureau de l’instance et désignation d’un secrétariat général).
Le HCVA a diverses fonctions :
- étudier et suivre l'ensemble des questions intéressants la vie associative ;
- émettre des avis sur des projets de textes législatifs ou réglementaires ;
- proposer des mesures utiles au développement de la vie associative ;
- établir tous les deux ans un bilan sur la vie associative et son évolution ;
- constituer des groupes de travaux associant des représentants des associations et des administrations.

## Composition et fonctionnement

### Membres
Le Haut Conseil à la vie associative comprend, outre son président, 47 membres dont 25 membres experts de la vie associative dans différents domaines, 12 représentants des différents ministres intéressés au développement de la vie associative, un député et un sénateur, et trois représentants des collectivités territoriales et, enfin, cinq personnalités qualifiées.
Les membres du Haut conseil sont nommés par arrêté du Premier ministre, sur proposition du ministre chargé de la vie associative, pour une durée de 5 ans. Les mandats des membres du Haut Conseil sont exercés à titre gratuit.
Le Haut Conseil est présidé par le Premier ministre ou, en cas d'empêchement, par le ministre chargé de la vie associative ou son représentant. Dans les faits, les travaux du Haut Conseil sont présidés par un vice-président, désigné par les membres du bureau en leur sein. Depuis décembre 2023, Chantal Bruneau succède à Carole Orchampt comme vice-présidente de l’instance.

### Formations
Le Haut Conseil à la vie associative se réunit au moins deux fois par an en séance plénière.
Les membres sont également affectés au sein de deux commissions (juridique et engagement).
Un bureau est institué au sein du Haut Conseil pour définir le programme de travail annuel, examiner la recevabilité des saisines des associations, proposer les avis et rendre compte de l’activité du HCVA, coordonner le bilan de la vie associative et créer des groupes de travail.

### Secrétariat général
Un secrétariat général assiste le Haut Conseil, assure l'organisation de ses travaux, les prépare et y assiste. Le secrétaire général est désigné par arrêté du Premier ministre. Il est fonctionnellement rattaché à la direction de la jeunesse, de l’éducation populaire et de la vie associative (DJEPVA) des ministères chargés des sports, de la jeunesse, de la vie associative et de l’éducation.
En février 2016, Chantal Bruneau, conseillère technique et pédagogique supérieure hors classe, devenue membre du Haut Conseil par la suite, est nommée secrétaire générale. Elle est remplacée en avril 2020 par Kaïs Marzouki, ancien directeur à l’Agence nationale pour la cohésion sociale et l'égalité des chances, lui-même remplacé par Anaïs Lunet, déléguée générale bénévole de Maman travaille, en janvier 2023.
En avril 2023, le journal Mediapart révèle qu’en choisissant Anaïs Lunet comme secrétaire générale, la secrétaire d'État chargée de l’Économie sociale et solidaire et de la Vie associative Marlène Schiappa aurait « propulsé » une « amie de longue date ». Mediapart indique que « sa nomination a surpris […] tant son profil tranche avec celui de ses prédécesseurs et des autres candidats au poste ». Citée par Médiapart, la direction de la jeunesse, de l’éducation populaire et de la vie associative défend que « [bien que] le profil d’Anaïs Lunet se distingue de celui de ses deux prédécesseurs, qui étaient fonctionnaires et disposaient à ce titre d’une culture administrative plus solide, […] l’intéressée connaît en revanche bien mieux les réalités associatives ».
Anaïs Lunet est appelée à d’autres fonctions à partir du 1er décembre 2023. Elle est remplacée, en mars 2024, par Delphine Morel, attachée principale d’administration de l’État.

## Déclarations
- Au sujet de la loi confortant le respect des principes de la République : dans son avis rendu en décembre 2020[20], le Haut Conseil, à la vie associative s’inscrit dans la volonté du gouvernement de réaffirmer le principe de laïcité dans l’espace public, ainsi que l’ensemble des valeurs qui inspirent notre République. Pour autant, le Haut-Conseil rappelle que la très grande majorité des initiatives associatives ont précisément vocation de prévenir les risques de radicalisation ou d’embrigadement dans des réseaux délinquants. Aussi, il regrette une généralisation, sans distinction de l’action détournée et rappelle que la vie associative contribue de façon essentielle à la cohésion sociale. Le HCVA affirme ainsi que les articles proposés par ce projet de loi sont pour la plupart « superfétatoire », les pouvoirs publics disposants déjà de tous les leviers juridiques nécessaire au contrôle, la sanction et à la dissolution.

- Dans son bilan de la vie associative 2021-2022[21], le Haut Conseil salue les « fonctions de solidarité et d’accompagnement » que constituent les associations, « lieux d’apprentissage du vivre-ensemble, de la responsabilité, de l’engagement, de la construction d’une société attentive à tous ». Le Haut-Conseil souhaite donc rappeler que « les associations sont des éveilleurs de citoyenneté, elles sont une manifestation de la liberté même si celle-ci est parfois mise à mal avec des dispositifs qui transforment les associations en opérateurs, ou prestataires de services ». Elles sont aussi des acteurs du dialogue social. En cela, le HCVA rappelle que « l’association est d’abord un fait citoyen ». Le HCVA regrette que dans « une volonté de tisser un lien direct entre les citoyens », le gouvernement a fait le choix de mettre de coté les corps intermédiaires et « faire fi de plus de deux siècles d’histoire qui ont construit les relations entre l’Etat et les citoyens engagé ». Il rappelle ainsi que « les associations sont profondément ancrées dans notre histoire collective alors qu’en 1971 le Conseil constitutionnel reconnaissait le principe de liberté d’association au nombre des principes fondamentaux reconnus par les lois de la République ». Le Haut-Conseil souligne par ailleurs que « le secteur associatif représente 3,3% du PIB et près d’1salarié du secteur privé sur 10 ». Enfin, le HCVA salue la résolution des Nations unies adoptée en avril 2024 sur « la promotion de l’économie sociale et solidaire » comme acteur à part entière de l’Agenda 2030.

## Publications
- La transition écologique : enjeux et impacts pour l’engagement citoyen et associatif, mars 2024 [lire en ligne]. Le rapport analyse la manière dont l’urgence de la transition écologique vient affecter l’engagement citoyen en France, et plus particulièrement l’engagement associatif.
- La Réserve Civique, janvier 2024 [lire en ligne]. Le rapport cherche à analyser la montée en puissance de la Réserve Civique, créée en janvier 2017, qui a été pensée comme un dispositif d’Etat pour lutter contre la montée des fractures au sein de la société en soutenant la capacité de chacun à s’engager au service des valeurs de la République.
- Avis sur la proposition de directive relative aux associations transfrontalières européennes, décembre 2023 [lire en ligne].
- Bilan de la vie associative 2021–2022, décembre 2023 [lire en ligne].
- Pour un engagement associatif renforcé au service de la transition écologique, octobre 2021 [lire en ligne]
- Bilan de la vie associative 2019-2020 [lire en ligne]

- Les enjeux d'une mobilisation citoyenne à l'épreuve de la COVID, juin 2020 [lire en ligne]
- Avis concernant le projet de loi confortant les principes républicains, décembre 2020 [lire en ligne]

- L’engagement associatif ouvert à tous. Quelques clés pour une société plus harmonieuse et solidaire, rapport adopté le 2 juillet 2019 [lire en ligne]

- Rôle et place des associations dans le contexte des nouveaux modèles d’entreprise Comment répondre aux défis sociétaux ?, rapport adopté le 2 juillet 2019, 69 p. [lire en ligne]